# TheOneRing.net
TheOneRing.net（縮寫：TORn）是一個《魔戒》的粉絲網站，由四名托爾金粉絲於1999年建立。
該網站與《魔戒》和《哈比人》電影的製片公司、導演彼得·傑克森和演員們建立了良好的合作關係，因此得以報導許多獨家消息。
2004年8月，TheOneRing.net在紐西蘭威靈頓的Willowbank公園內種下11棵貝殼杉樹，以感謝與紀念彼得·傑克森及其團隊將《魔戒》拍成電影。「11」代表魔戒遠征隊的九名成員、彼得·傑克森和J·R·R·托爾金。

## 外部連結
- 官方网站（英文）
- TheOneRing.net的Facebook專頁
- TheOneRing.net的Instagram帳戶